# لاوز پارک (ایلینوی)
لاوز پارک، ایلینوی (به انگلیسی: Loves Park, Illinois) یک شهر در ایالات متحده آمریکا با جمعیت ۲۳٬۹۹۶ نفر است که در ایلی‌نوی واقع شده‌است.